# Carcare
Carcare – miejscowość i gmina we Włoszech, w regionie Liguria, w prowincji Savona.
Według danych na rok 2004 gminę zamieszkiwały 5653 osoby, 565,3 os./km².